# Jan Funer
Jan Funer (30. července 1970, Plzeň) je český malíř a grafik.

## Život
Později se stal písmomalířem, živil se jako lakýrník a obnovoval starý nábytek. Vážnější tvorbou se zabývá od let 1993–1994. V letech 1993–1998 dělal airbrush na  motorky, osobní i nákladní auta.
Do roku 1986 pobýval na Švihově, kde se později usadil natrvalo a vystavoval zde. Devítiletý pobyt ukončila povodeň v roce 2002. Jan Funer se přestěhoval na jižní Plzeňsko, kde se po zdravotních problémech na nezaměstnanosti v letech 2013–2016 navrátil nejprve k manuální práci a později i k výtvarné tvorbě.

## Dílo
Převážně se věnuje olejomalbě a tužkové kresbě, která se časem začíná měnit na kombinovanou techniku. Ve svých dílech zpracovává mystické a tajuplné náměty a bytosti z paralelních světů.
Od roku 1996 namaloval na 2 000 olejomaleb a další techniky drobnějších formátů se počítají na desetitisíce.
Funerův první významnější výtvarný pokus vznikl v roce 1977 ve výtvarném kroužku v Domu pionýrů a mládeže v Plzni, kde vytvořil Gobelín seskládaný z barevných vatiček na jutový podklad. V textilní továrně ve Kdyni pak bylo dílko prošito za účasti Československé televize při natáčení pro pořad Pionýrská vlaštovka. 
Kolem roku 1995 byl nasměrován k plzeňskému malíři a restaurátorovi  Miroslavu Zikmundovi, který mu doporučil samostatnou tvorbu a vystavování.

### Výstavy
Vystavuje od roku 1996, do roku 2023 měl celkem na 90 výstav v Česku i zahraničí.
V letech 1999–2000 účastnil salonů na Moravě s umělci jako Olbram Zoubek, Ivan Komárek, Karel Nepraš, Jan Kanyza (herec), Bretaňský malíř Eveno přezdívaný Václav, Dan Trantina, Antonín Kroča, Igor Kitzberger atd. Na Moravě pořádal i samostatné výstavy.

### Ilustrace
Jan Funer ilustroval:
- Návrat čaroděje (text i ilustrace Jan Funer, nakladatel neznámý, 2004)[2]
- Kei Mayer: Piráti z Karibiku – 1. Běžci po vlnách, 2. Magie mušlí, 3. Malström (Plzeň, Nava, 2006)

### Jiné
- V roce 1997 byl u zrodu rádia Karolína (Blaník západní Čechy), pro které namaloval obraz jako maskota. Od roku 1997 spolupracoval přes dva roky s Českým rozhlasem v Plzni.
- Od roku 2006 spolupracuje se spolkem (obecně prospěšnou společností) Západočeský institut pro ochranu a dokumentaci památek. Tvoří ilustrace z archeologických nálezů v oblasti botaniky jako učební pomůcku do vědeckých publikací.
- Jan Funer je zván jako host na různé akce Klubu přátel Klatovska a na besedy o malování, vystavování a tajemných věcech.